# Čini Oboroženih sil Združenih držav Amerike
Vojaški čini Oboroženih sil Združenih držav Amerike so razdeljeni na čine:
- kopenske vojske ZDA,
- vojnega letalstva ZDA,
- vojne mornarice ZDA,
- mornariškega korpusa ZDA,
- obalne straže ZDA.

## Tabela
| Prevod                                              | Razred | Kop. vojska ZDA                  | Voj. mornarica ZDA                                   | Obalna straža                                          | Korpus mornariške pehote Združenih držav Amerike  | Voj. letalstvo ZDA                             |
| --------------------------------------------------- | ------ | -------------------------------- | ---------------------------------------------------- | ------------------------------------------------------ | ------------------------------------------------- | ---------------------------------------------- |
| General armade / Admiral flote                      | O-11   | General of the Army (GA)         | Fleet Admiral (FADM)                                 | /                                                      | /                                                 | General of the Air Force (GAF)                 |
| General / Admiral                                   | O-10   | General (GEN)                    | Admiral (ADM)                                        | Admiral (ADM)                                          | General (Gen)                                     | General (Gen)                                  |
| Generalpodpolkovnik Viceadmiral                     | O-9    | Lieutenant General (LTG)         | Vice Admiral (VADM)                                  | Vice Admiral (VADM)                                    | Lieutenant General (LtGen)                        | Lieutenant General (Lt Gen)                    |
| Generalmajor / Kontraadmiral (zgornja polovica)     | O-8    | Major General (MG)               | Rear Admiral, upper half (RADM)                      | Rear Admiral, upper half (RADM)                        | Major General (MajGen)                            | Major General (Maj Gen)                        |
| Brigadni general / Kontraadmiral (spodnja polovica) | O-7    | Brigadier General (BG)           | Rear Admiral, lower half (RDML)                      | Rear Admiral, lower half (RDML)                        | Brigadier General (BGen)                          | Brigadier General (Brig Gen)                   |
| Polkovnik / Kapitan bojne ladje                     | O-6    | Colonel (COL)                    | Captain (CAPT)                                       | Captain (CAPT)                                         | Colonel (Col)                                     | Colonel (Col)                                  |
| Podpolkovnik / Kapitan fregate                      | O-5    | Lieutenant Colonel (LTC)         | Commander (CDR)                                      | Commander (CDR)                                        | Lieutenant Colonel (LtCol)                        | Lieutenant Colonel (Lt Col)                    |
| Major / Kapitan korvete                             | O-4    | Major (MAJ)                      | Lieutenant Commander (LCDR)                          | Lieutenant Commander (LCDR)                            | Major (Maj)                                       | Major (Maj)                                    |
| Stotnik / Poročnik bojne ladje                      | O-3    | Captain (CPT)                    | Lieutenant (LT)                                      | Lieutenant (LT)                                        | Captain (Capt)                                    | Captain (Capt)                                 |
| Nadporočnik / Poročnik fregate                      | O-2    | First Lieutenant (1LT)           | Lieutenant, junior grade (LTJG)                      | Lieutenant, junior grade (LTJG)                        | First Lieutenant (1stLt)                          | First Lieutenant (1st Lt)                      |
| Poročnik Poročnik korvete                           | O-1    | Second Lieutenant (2LT)          | Ensign (ENS)                                         | Ensign (ENS)                                           | Second Lieutenant (2ndLt)                         | Second Lieutenant (2nd Lt)                     |
| /                                                   | W-5    | Chief Warrant Officer 5 (CW5)    | Chief Warrant Officer 5 (CWO5)                       | /                                                      | Chief Warrant Officer 5 (CWO5)                    | /                                              |
| /                                                   | W-4    | Chief Warrant Officer 4 (CW4)    | Chief Warrant Officer 4 (CWO4)                       | Chief Warrant Officer 4 (CWO4)                         | Chief Warrant Officer 4 (CWO4)                    | /                                              |
| /                                                   | W-3    | Chief Warrant Officer 3 (CW3)    | Chief Warrant Officer 3 (CWO3)                       | Chief Warrant Officer 3 (CWO3)                         | Chief Warrant Officer 3 (CWO3)                    | /                                              |
| /                                                   | W-2    | Chief Warrant Officer 2 (CW2)    | Chief Warrant Officer 2 (CWO2)                       | Chief Warrant Officer 2 (CWO2)                         | Chief Warrant Officer 2 (CWO2)                    | /                                              |
| /                                                   | W-1    | Warrant Officer 1 (WO1)          | Warrant Officer 1 (WO1)                              | /                                                      | Warrant Officer 1 (WO1)                           | /                                              |
| Višji štabni praporščak                             | E-9    | Sergeant Major of the Army (SMA) | Master Chief Petty Officer of the Navy (MCPON)       | Master Chief Petty Officer of the Coast Guard (MCPOCG) | Sergeant Major of the Marine Corps (SgtMajMarCor) | Chief Master Sergeant of the Air Force (CMSAF) |
| Štabni praporščak                                   | E-9    | /                                | Fleet/Force Master Chief Petty Officer (FLTCM/FORCM) | Area Master Chief Petty Officer                        | /                                                 | /                                              |
| Štabni praporščak                                   | E-9    | Command Sergeant Major (CSM)     | Command Master Chief Petty Officer (CMDCM)           | Command Master Chief Petty Officer (CMC)               | Sergeant Major (SgtMaj)                           | Command Chief Master Sergeant (CCM)            |
| Višji praporščak                                    | E-9    | Sergeant Major (SGM)             | Master Chief Petty Officer (MCPO)                    | Master Chief Petty Officer (MCPO)                      | Master Gunnery Sergeant (MGySgt)                  | Chief Master Sergeant (CMSgt)                  |
| Praporščak                                          | E-8    | First Sergeant (1SG)             | Command Senior Chief Petty Officer (CMDCS)           | /                                                      | First Sergeant (1stSgt)                           | /                                              |
| Višji štabni vodnik                                 | E-8    | Master Sergeant (MSG)            | Senior Chief Petty Officer (SCPO)                    | Senior Chief Petty Officer (SCPO)                      | Master Sergeant (MSgt)                            | Senior Master Sergeant (SMSgt)                 |
| Štabni vodnik                                       | E-7    | Sergeant First Class (SFC)       | Chief Petty Officer (CPO)                            | Chief Petty Officer (CPO)                              | Gunnery Sergeant (GySgt)                          | Master Sergeant (MSgt)                         |
| Višji vodnik                                        | E-6    | Staff Sergeant (SSG)             | Petty Officer First Class (PO1)                      | Petty Officer First Class (PO1)                        | Staff Sergeant (SSgt)                             | Technical Sergeant (TSgt)                      |
| Vodnik                                              | E-5    | Sergeant (SGT)                   | Petty Officer Second Class (PO2)                     | Petty Officer Second Class (PO2)                       | Sergeant (Sgt)                                    | Staff Sergeant (SSgt)                          |
| Naddesetnik                                         | E-4    | Corporal (CPL)                   | Petty Officer Third Class (PO3)                      | Petty Officer Third Class (PO3)                        | Corporal (Cpl)                                    | /                                              |
| Naddesetnik                                         | E-4    | Specialist (SPC)                 | /                                                    | /                                                      | /                                                 | Senior Airman (SrA)                            |
| Desetnik                                            | E-3    | Private First Class (PFC)        | Seaman (SN)                                          | Seaman (SN)                                            | Lance Corporal (LCpl)                             | Airman First Class (A1C)                       |
| Poddesetnik                                         | E-2    | Private (PV2)                    | Seaman Apprentice (SA)                               | Seaman Apprentice (SA)                                 | Private First Class (PFC)                         | Airman (Amn)                                   |
| Vojak                                               | E-1    | Private (PV1)                    | Seaman Recruit (SR)                                  | Seaman Recruit (SR)                                    | Private (Pvt)                                     | Airman Basic (AB)                              |

## Besedilo k tabeli

### Splošno
Vsi častniki oboroženih sil ZDA so pooblaščeni od predsednika ZDA in potrjeni od senata.

#### Delitevčinovkopenske vojske ZDA,vojnega letalstva ZDAinmarinski korpus ZDA:
- Enlisted ranks (približen prevod bi bil čini nabornikov)
  - Private (približen prevod bi bil vojak
Non-commissioned officer (NCO; nepooblaščeni častniki; slovensko podčastniki)
    - Junior NCO (mlajši podčastniki)
Platoon NCO (vodni podčastnikii)
Staff NCO (štabni podčastniki)
- Warrant Officer ranks (specialistični častniški čini; Slovenska vojska ne pozna činov te stopnje. Warrant Officers so neposredno pooblaščeni od predsednika ZDA, uživajo častniške pravice (činovni razred W2 in višje), a so specializirani samo za eno področje vojskovanja).
- Officer ranks (častniški čini)
  - Company grade Officers (četni častniki; nižji častniki)
Field grade Officers (častniki bojišča; višji častniki)
General Officers (generalni častniki; generali)

#### Delitevčinovvojne mornarice ZDAinobalne straže ZDA:
- Enlisted ranks (približen prevod bi bil čini nabornikov)
  - Seaman (mornarji)
Petty Officer ranks (mornariški ekvivalent podčastnikov)
- Warrant Officer ranks (specialistični častniški čini)
- Officer ranks (častniški čini)
  - Junior Grade (mornariški ekvivalent nižjih častnikov)
Mid-Grade (mornariški ekvivalent višjih častnikov)
Flag (mornariški ekvivalent generalov; admirali)

### Kopenska vojska Združenih držav Amerike
Činovni razredi E-1 do E-4 zavzemajo najnižje, vojaške čine. Zanimivost je, da razred E4 zavzema dva čina (Corporal in Specialist); razlika med njim je samo v usmerjenosti; Specialist je specialistično usmerjen na posamezno področje (po navadi vojaške tehnologije), medtem ko je Corporal vsesplošno usmerjen (po navadi je to predstavnik pehote). Razred E-4 prištevajo že k nižjim podčastnikom.
Činovni razredi E-5 do E-9 zavzemajo podčastniške čine. Že razred E-8 ima 2 čina (Master Sergeant in First Sergeant); oba sta v istem plačilnem razredu, ampak opravljata različne naloge (First Sergeant upravlja pomembnejše naloge). Isto velja za razred E-9, kjer so 3 čini (Sergeant Major, Command Sergeant Major in Sergeant Major of the Army).
Čin Sergeant Major of the Army je edinstven čin, saj ga lahko hkrati zasede le en pripadnik kopenske vojske in predstavlja vse naborniške čine v rodu (Uradna stran Sergeant Major of the Army Arhivirano 2004-09-29 na Wayback Machine.). Hkrati je osebni svetovalec načelnika štaba kopenske vojske za področje naborniških činov.
Činovni razredi W-1 do W-5 zavzemajo specialistične častniške čine.
Činovni razredi O-1 do O-3 zavzemajo nižje častniške čine.
Činovni razredi O-4 do O-6 zavzemajo višje častniške čine.
Činovni razredi nad O-7 zavzemajo generalske čine. Čin General lahko hkrati zasede le ena oseba, saj je hkrati tudi načelnik štaba vojske. General of the Army (general armade je samo vojni čin. General of the Armies (general armad) je bil pa doslej podeljen le dvema generaloma in je tudi vojni čini.

### Korpus mornariške pehote Združenih držav Amerike
Činovni razredi E-1 do E-3 so vojaški čini. E-4 je v primerjavi z kopensko vojsko že podčastniški čin.
Činovni razredi E-4 do E-9 so podčastniški čini. Razred E-8 združuje dva čina (Master Sergeant in First Seargeant), ki opravljata različne naloge. Isto velja za razred E-9, ki vsebuje tri čine (Sergeant Major, Master Gunnery Sergeant in Sergeant Major of the Marine Corps).
Sergeant Major of the Marine Corps je marinski ekvivalent Sergeant Major of the Army (Uradna stran Sergeant Major of the Marine Corps).
Činovni razredi W-1 do W-5 zavzemajo specialisične častniške čine.
Činovni razredi O-1 do O-3 zavzemajo nižje častniške čine.
Činovni razredi O-4 do O-6 zavzemajo višje častniške čine.
Činovni razredi nad O-7 zavzemajo generalske čine. Najvišji generalski čin je General, ki je enkratni položaj, saj je general hkrati tudi poveljnik korpusa mornariške pehote ZDA.